# Pinus oocarpa
Pinus oocarpa Schiede ex Schltdl. – gatunek drzewa z rodziny sosnowatych (Pinaceae). Sosna ta występuje w Meksyku, Gwatemali, Hondurasie, Salwadorze i północno-zachodniej Nikaragui. Jest to najbardziej pospolita sosna w południowym Meksyku i Ameryce Środkowej.

## Morfologia
PokrójKorona drzewa nieregularna.
PieńNa dobrych stanowiskach osiąga 20–35 m wysokości i 45–80 cm średnicy pnia, na słabszych 10–15 m wysokości. Kora gruba, szara i spękana.
LiścieIgły zebrane po 3, 4 lub 5 na krótkopędzie, długości 15–30 cm, proste.
SzyszkiSzyszki nasienne długości 4–10 cm, szeroko jajowate, symetryczne, czasem zakrzywione. Osadzone na grubych, długich szypułkach.

## Ekologia
Jest gospodarzem rośliny pasożytniczej Arceuthobium aureum subsp. petersonii w Oaxaca i Chiapas, oraz Arceuthobium hondurense w Hondurasie.
Pinus oocarpa stanowi blisko 45% lasów sosnowych w Chiapas, 50% w Gwatemali, 66% w Hondurasie, 90% w Nikaragui i 60% w Salwadorze. Występuje na wysokościach 350–2500 m n.p.m., ale najlepiej rośnie na wysokościach 1200–1800 m. Obecność w drzewostanie P. oocarpa wydaje się być silnie zależna od występowania okresowych pożarów lasu. Najlepiej rośnie we wschodniej Gwatemali, Hondurasie i północnej Nikaragui, gdzie roczne opady są powyżej 1200 mm. W północnym Meksyku, gdzie klimat jest suchszy, rośnie wolniej i osiąga mniejsze rozmiary.

## Systematyka i zmienność
Pozycja gatunku w obrębie rodzaju Pinus:
- podrodzaj Pinus
  - sekcja Trifoliae
    - podsekcja Australes
      - gatunek P. oocarpa

Wyróżnia się dwie odmiany:
- Pinus oocarpa var. oocarpa – odmiana typowa, występuje w całym zasięgu
- Pinus oocarpa var. trifoliata Martínez 1948 – występuje tylko w Hondurasie i Meksyku (Durango, Hidalgo, Jalisco, Michoacan, Oaxaca).

Sosna ta jest blisko spokrewniona z P. greggii, P. jaliscana, P. patula, P. praetermissa i P. pringlei.
Drzewa tego gatunku rosnące w Mountain Pine Ridge w Belize oraz w Chiapas w Meksyku są obecnie traktowane jako odrębny gatunek Pinus tecunumanii.
Pinus oocarpa krzyżuje się z P. caribaea var. hondurensis (Sénécl) Barr. & Golf. oraz P. tecunumanii Eguiluz & J. P. Perry. Naturalne hybrydy można znaleźć w Ameryce Centralnej.

## Zagrożenia
Międzynarodowa organizacja IUCN przyznała temu gatunkowi kategorię zagrożenia LC (least concern), czyli jest gatunkiem o niskim ryzyku wyginięcia.

## Zastosowanie
Drewno
Drewno o średniej gęstości, ma kolor białawo-żółty. Lokalny przemysł i rolnicy wykorzystywali drewno tej sosny do konstrukcji drewnianych, wyrobu sklejek, kijów do mioteł, pudełek drewnianych itp. Najczęściej używane jako drewno na opał.